# Mayana Zatz

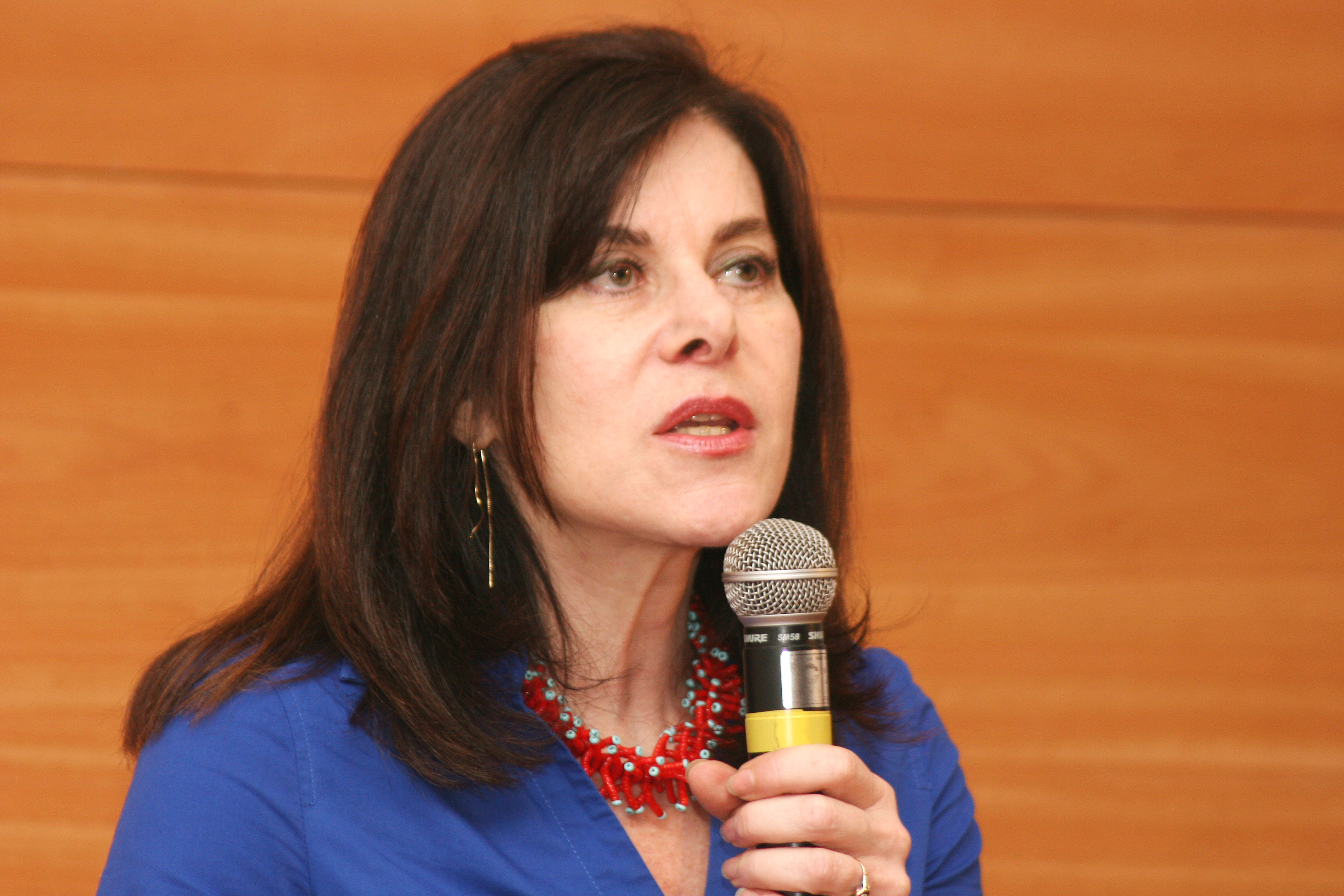
Mayana Zatz, 2008

Mayana Zatz (* 16. Juli 1947 in Tel Aviv) ist eine brasilianische Molekularbiologin und Genetikerin. Sie ist Professorin des Departements für Genetik und Evolutionsbiologie am Biowissenschaftlichen Institut der Universität São Paulo (USP) und war Dekan für Forschung von 2005 bis 2009.
Sie forschte im Wesentlichen zur Humangenetik mit Beiträgen auf dem Gebiet von neuromuskulären Krankheiten (Muskeldystrophie, Troyer-Syndrom, amyotrophe Lateralsklerose), wo sie Pionierarbeit leistete. Ihr Labor des Human Genoms der USP führte wichtige Untersuchungen im Bereich der Stammzellenforschung durch.

## Werdegang
Mayana Zatz wurde 1947 in Israel geboren. Mit ihren Eltern übersiedelte sie nach Frankreich und lebte dort bis ins 7. Lebensjahr. Ihr Vater Lony Eden (1912–1984) stammte aus Dorohoi, Rumänien, ihre Mutter Ella Kott Eden (1914–?) stammte aus Warschau. 1939 flüchteten ihre Eltern vor der deutschen Wehrmacht und kamen nach Israel, wo Mayana und ihre Schwester geboren wurden. 1955 kam Mayana mit ihrer Familie nach Brasilien.
Zatz studierte an der Universität São Paulo Biologie. 1968 erlangte sie den BA in Biologie, 1970 den Master of Sciences und 1974 den Doktortitel. Daran schloss sich 1977 ein Nachdiplomstudium in medizinischer Genetik an der Universität Californien in Los Angels (UCLA) an. Anschließend unterrichtete sie an der Universität São Paulo. Schon zu ihrer Mittelschulzeit interessierte sich Zatz für Muskeldystrophie. Damals hatte sie Kontakt mit einer Patientin, die eine Familie gründen wollte und zu einer Familie mit hoher Inzidenz der Erkrankung gehörte.
1969 begann Zatz ihre Tätigkeit in der genetischen Beratung von Familien, die Träger von neuromuskulären Krankheiten waren, um das Risiko, Nachkommen mit einem ähnlichen Problem zu haben, zu bewerten und darüber zu informieren. Zwölf Jahre später nahm sie erneut Kontakt zu denselben Familien auf und stellte fest, dass die meisten der Hochrisikofamilien keine Kinder mehr bekommen hatten. Andererseits war Mayana schockiert über die Art und Weise, wie die kranken Kinder, die in dieser Zeit zur Welt gekommen waren, im Stich gelassen worden waren. Diese Kinder, die im Allgemeinen eine normale geistige Entwicklung aufwiesen, deren muskuläre Probleme jedoch nicht behandelt wurden, gingen weder zur Schule noch unterzogen sie sich einer Physiotherapie.
Deshalb gründeten Zatz und ihr Team 1981 die Brasilianische Vereinigung für Muskeldystrophie (Associação Brasileira de Distrofia Muscular, ABIM) am Institut für Biowissenschaften der USP. Sieben Jahre später erhielt sie die Räumlichkeiten für den Hauptsitz der Organisation. Die ABIM, die das erste Zentrum zur Unterstützung von Dystrophieträgern in Lateinamerika war, behandelt wöchentlich etwa 100 Kinder und Jugendliche, die in Gruppen von täglich zwanzig Patienten eingeteilt sind, sowie etwa 300 Personen pro Monat. Seit ihrer Gründung hat die Organisation über 1000 (meist arme) Kinder betreut. Sie werden zunächst untersucht und bei Bestätigung der Krankheit zur lebenslangen Behandlung an den Verein überwiesen. ABIM bietet Physiotherapie, Hydrotherapie, Freizeitaktivitäten, Aktivitäten zur Förderung der Kreativität und des Denkens sowie psychologische Gruppen- und Einzelbetreuung für die Träger und ihre Angehörigen.
Zatz ist Mitglied des Internationalen Humangenomprojekts der Akademie der Wissenschaften des Staates São Paulo und der Brasilianischen Akademie der Wissenschaften. Nach Angaben des Institute for Scientific Information wurde ihre Arbeit zwischen 1977 und 1997 etwa 1'500 Mal in 102 Veröffentlichungen zitiert. In ausländischen Zeitschriften wie "Nature Genetics" und "Human Molecular Genetics" wurden 173 Arbeiten und etwa 150 Artikel von ihr veröffentlicht. Zatz ist außerdem Kolumnistin der brasilianischen Zeitschrift Veja und der Universitätszeitung Jornal da USP und sie ist Trägerin des TWAS-Preises 2003.

## Ehrungen (Auswahl)
- 1986 Unterstützungspreis der Muscular Dystrophy Association, USA
- 2000 Großes Verdienstkreuz des Nationalen Ordens für Wissenschaftliche Verdienste, Brasilien[5]
- 2000 Verdienstmedaille für Forschung und Technologie des Bundesstaates São Paulo
- 2001 Oreal-Preis der UNESCO für Frauen in der Wissenschaft in Paris[5]
- 2006: Persönlichkeit des Jahres aus der Wissenschaft, vergeben von der Zeitschrift Istoé. Gente[6]
- 2008 Diploma Bertha Lutz des Bundessenats[7]

## Publikationen
- M. ZATZ, A. M. VIANNA-MORGANTE, P. CAMPOS und A. J. DIAMENT: Translocation (X:6) in a female with Duchenne muscular dystrophy: implications for the localization of the DMD locus. In: Journal of Medical Genetics. Band 18, 1981, S. 442–447, PMID 7334502 (englisch).
- M. ZATZ, S. K. MARIE, M. R. PASSOS-BUENO, S. CAMPIOTTO, A. CERQUEIRA, M. VANIZOF, C. WIJMENGA, G. PADBERG, und R. FRANTS: High proportion of new mutations and possible anticipation in Brazilian facloscapulohumeral muscular dystrophy (FSHD) families. In: American Journal of Human Genetics. Band 56, 1995, S. 99–105 (englisch, europepmc.org [abgerufen am 16. März 2022]).
- M. ZATZ, M. VAINZOF und M. R. PASSOS-BUENO: Limb-girdle muscular dystrophy: one gene with different phenotypes; one phenotype with different genes. In: Current Opinion in Neurology. Band 13, Nr. 5, 2000, S. 511–517, PMID 11073356 (englisch).